# 카라보가스골만

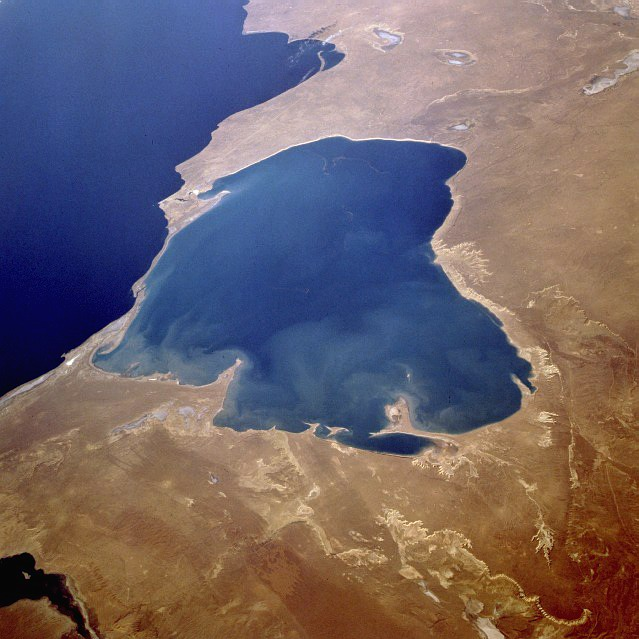

카라보가스골만(투르크멘어: Garabogazköl Aylagy, ‘검은 해협의 호수’)은 카스피해의 일부로, 카스피해와 좁은 수로로 연결되어 있는 석호이다.
카스피해의 물이 흘러들어가지만 계절에 따라 물이 증발하여 수량이 변하며, 염분이 사해에 맞먹을정도로 크다. 수로에는 다리가 놓여있다.

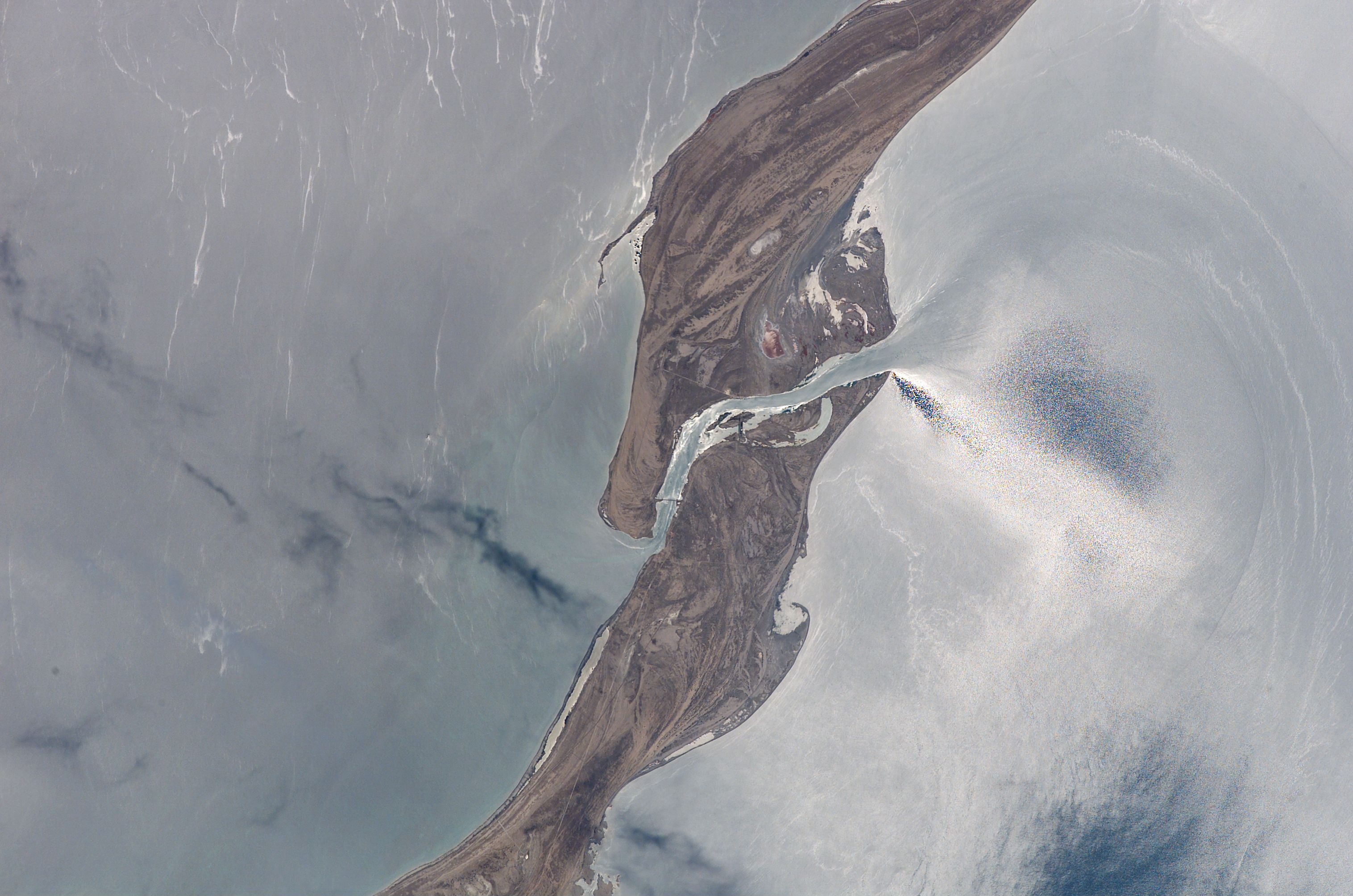
카라보가스골만과 카스피해를 잇는 수로.